# Tantilla armillata
Tantilla armillata este o specie de șerpi din genul Tantilla, familia Colubridae, descrisă de Cope 1876. Conform Catalogue of Life specia Tantilla armillata nu are subspecii cunoscute.